# Campionato italiano di hockey su ghiaccio 2014-2015
Il Campionato italiano di hockey su ghiaccio 2014-2015, 81ª edizione del torneo, a seguito del cambio dirigenziale in seno alla FISG, subì una nuova modifica nonostante la riforma operata l'anno precedente. Il neo presidente, l'asiaghese Andrea Gios, che subentrò al bolzanino Giancarlo Bolognini (alla guida della Federazione da 17 anni), decise infatti di provare a rilanciare il campionato italiano, da anni in fase di costante declino. Il massimo campionato tornò quindi a chiamarsi Serie A e venne ampliato inglobando anche le squadre (ad eccezione del Merano, che non si iscrisse per problemi finanziari) che la stagione precedente avevano deciso di iscriversi in INL. Si decise di andare ad aumentare il numero di squadre iscritte, favorendo l'ingresso di squadre provenienti dal campionato cadetto anche con la riduzione del numero di transfer card (giocatori stranieri non convocabili per la Nazionale) schierabili (che passò da 9 a 4). Contestualmente sparì quindi la Seconda Divisione (la ex Serie A2), con la Serie B, che l'anno precedente fece le veci di terza categoria, che divenne quindi seconda serie del torneo. I comitati regionali di Valle d'Aosta, Piemonte e Lombardia hanno organizzato anche la Serie C.
La Federazione inoltre ideò a partire da questa stagione il premio Rookie of the year (in seguito tuttavia mai attribuito), con il quale si volevano premiare i migliori cinque giocatori per ruolo, scelti da allenatori e media del settore.
Un'ulteriore novità fu infine l'abolizione, dopo 7 anni dalla nascita, della Lega Hockey, che venne sostituita dalla Italian Ice Hockey Association, ramo federativo costituito per la gestione della sola disciplina hockeistica.

## Struttura
A partire da questa stagione i campionati furono quindi riorganizzati nei seguenti livelli:
| Livello | Denominazione campionato | Partecipanti |
| ------- | ------------------------ | ------------ |
| 1º      | Serie A                  | 12           |
| 2º      | Serie B                  | 11           |
| 3º      | Serie C                  | 6            |

## Serie A
Si ritornò, dopo un solo anno, alla consueta denominazione di Serie A. Alle squadre iscritte l'anno precedente si aggiunsero 4 delle 5 squadre che avevano militato l'anno precedente in Seconda Divisione ed in INL. Rimase invece in EBEL (il massimo livello del campionato austriaco), nonostante qualche difficoltà finanziaria, il Bolzano.
Vi parteciparono quindi 12 squadre, tutte dislocate nel nord Italia ed in particolare, tranne due, nel Triveneto. Le squadre iscritte erano:
- Ritten-Renon - Campione in carica
- Asiago
- Cortina
- Fassa Falcons
- Milano Rossoblu
- Valpellice
- Val Pusteria
- Vipiteno Broncos
- Eppan-Appiano
- Kaltern-Caldaro
- Neumarkt-Egna
- Gherdëina

In seguito alla modifica del numero delle squadre (da otto a dodici formazioni) fu modificata anche la formula: la stagione regolare ebbe solamente un'andata e un ritorno, con in seguito una seconda fase del torneo dove le squadre (che mantennero i punti acquisti nella fase precedente) furono suddivise in due gruppi: le prime sei classificate formarono il Master Round, le restanti partecipanti diedero vita al Playoff Round. In questa seconda fase, ci fu dapprima una serie di sfide (solo gare di andata) tra le varie formazioni dello stesso raggruppamento, successivamente un'altra serie di sfide (sempre solo gare di andata) tra le squadre del Master e del Playoff Round. Chiusero la seconda fase le gare di ritorno tra le varie formazioni dello stesso raggruppamento.
Al termine di queste sedici giornate della seconda fase, si decisero quindi i piazzamenti per il tabellone dei playoff: l'ultima squadra classificata nel Playoff Round terminò la stagione, mentre le prime cinque squadre del Master Round ebbero accesso direttamente ai quarti di finale. Le sesta compagine del Master Round sfidò nello spareggio (best of three) la penultima del Playoff Round, mentre le restanti quattro squadre del Playoff Round giocarono a loro volta degli spareggi (sempre al meglio delle tre gare) per assicurarsi un posto nei playoff scudetto. Tutte le gare dei playoff furono poi disputate al meglio dei sette incontri.
| Squadre iscritte alla Serie A nel campionato 2014-15 | Squadre iscritte alla Serie A nel campionato 2014-15 | Squadre iscritte alla Serie A nel campionato 2014-15 | Squadre iscritte alla Serie A nel campionato 2014-15 | Squadre iscritte alla Serie A nel campionato 2014-15 | Squadre iscritte alla Serie A nel campionato 2014-15 | Squadre iscritte alla Serie A nel campionato 2014-15 |
| Club                                                 | Regione                                              | Città                                                | Abitanti                                             | Arena                                                | Capacità                                             | Presenze in Serie A                                  |
| ---------------------------------------------------- | ---------------------------------------------------- | ---------------------------------------------------- | ---------------------------------------------------- | ---------------------------------------------------- | ---------------------------------------------------- | ---------------------------------------------------- |
| Asiago Hockey                                        | Veneto                                               | Asiago (VI)                                          | 6.450                                                | Hodegart                                             | 3.000                                                | 51                                                   |
| SG Cortina                                           | Veneto                                               | Cortina d'Ampezzo (BL)                               | 5.915                                                | Stadio Olimpico del Ghiaccio                         | 2.700                                                | 67                                                   |
| Milano Rossoblu                                      | Lombardia                                            | Milano                                               | 1.338.264                                            | Stadio del ghiaccio Agorà                            | 4.000                                                | 3                                                    |
| HC Valpellice                                        | Piemonte                                             | Torre Pellice (TO)                                   | 4.735                                                | Cotta Morandini                                      | 2.440                                                | 14                                                   |
| HC Pustertal                                         | Trentino-Alto Adige                                  | Brunico (BZ)                                         | 16.050                                               | Rienzstadion                                         | 2.050                                                | 41                                                   |
| Ritten Sport                                         | Trentino-Alto Adige                                  | Collalbo (BZ)                                        | 7.750                                                | Arena Ritten                                         | 1.200                                                | 19                                                   |
| HC Fassa                                             | Trentino-Alto Adige                                  | Alba di Canazei (TN)                                 | 1.916                                                | Gianmario Scola                                      | 3.500                                                | 30                                                   |
| WSV Sterzing Broncos                                 | Trentino-Alto Adige                                  | Vipiteno (BZ)                                        | 6.812                                                | Weihenstephan Arena                                  | 1.700                                                | 9                                                    |
| HC Eppan                                             | Trentino-Alto Adige                                  | Appiano sulla Strada del Vino (BZ)                   | 14.745                                               | Stadio del ghiaccio di Appiano                       | 1.500                                                | 3                                                    |
| HC Gherdëina                                         | Trentino-Alto Adige                                  | Selva di Val Gardena (BZ)                            | 2.642                                                | Pranives                                             | 2.000                                                | 48                                                   |
| SV Kaltern                                           | Trentino-Alto Adige                                  | Caldaro sulla strada del vino (BZ)                   | 7.844                                                | Palaghiaccio Caldaro                                 | 1.500                                                | 2                                                    |
| HC Neumarkt                                          | Trentino-Alto Adige                                  | Egna (BZ)                                            | 5.176                                                | WürthArena                                           | 1.200                                                | 2                                                    |

## Serie B
A seguito della soppressione della Seconda Divisione/A2, il campionato di serie B diventò da quest'anno seconda serie del torneo.
A differenza della stagione precedente, le squadre iscritte scesero da 12 ad 11: vi parteciparono la quasi totalità delle squadre precedentemente iscritte in Serie B (che l'anno precedente fu però terzo livello del campionato), con tuttavia Bolzano (sponda Junior, che si iscriverà nel campionato U20), Trento e Val di Sole che persero le loro squadre, sostituite da Merano (che non si iscrisse come le altre compagini che militarono in Seconda Divisione nella Serie A, per problemi finanziari) e la rappresentativa under-20 del Val Pusteria (che preferì quindi iscriversi in serie B anziché nel campionato di categoria). Un'altra squadra, il Laives, sul principio sembrava dovesse iscriversi al campionato, cosa che però poi non avvenne.
- Alleghe
- Chiavenna
- Como
- Feltreghiaccio
- Aurora Frogs
- Old Weasels
- Merano Junior
- Pergine
- Varese
- Val Pusteria Junior
- Val Venosta

| Squadre iscritte alla Serie B nel campionato 2014-15 | Squadre iscritte alla Serie B nel campionato 2014-15 | Squadre iscritte alla Serie B nel campionato 2014-15 | Squadre iscritte alla Serie B nel campionato 2014-15 | Squadre iscritte alla Serie B nel campionato 2014-15 | Squadre iscritte alla Serie B nel campionato 2014-15 |
| Club                                                 | Regione                                              | Città                                                | Abitanti                                             | Arena                                                | Capacità                                             |
| ---------------------------------------------------- | ---------------------------------------------------- | ---------------------------------------------------- | ---------------------------------------------------- | ---------------------------------------------------- | ---------------------------------------------------- |
| Alleghe Hockey                                       | Veneto                                               | Alleghe (BL)                                         | 1.237                                                | Stadio Alvise De Toni                                | 2.500                                                |
| Feltreghiaccio                                       | Veneto                                               | Feltre (BL)                                          | 20.652                                               | Palaghiaccio Feltre                                  | 6.000                                                |
| HC Chiavenna                                         | Lombardia                                            | Chiavenna (SO)                                       | 7.353                                                | Palaghiaccio di Chiavenna                            | 450                                                  |
| Hockey Como                                          | Lombardia                                            | Como                                                 | 84.636                                               | Palaghiaccio Casate                                  | 2.500                                                |
| HC Varese                                            | Lombardia                                            | Varese                                               | 80.816                                               | PalAlbani                                            | 1.200                                                |
| Aurora Frogs                                         | Trentino-Alto Adige                                  | Ora (BZ)                                             | 3.537                                                | Eisplatz Schwarzenbach                               | 500                                                  |
| Hockey Pergine                                       | Trentino-Alto Adige                                  | Pergine Valsugana (TN)                               | 21.122                                               | Stadio del ghiaccio di Pergine                       | 2.500                                                |
| HC Merano J                                          | Trentino-Alto Adige                                  | Merano (BZ)                                          | 39.355                                               | MeranArena                                           | 3.000                                                |
| Old Weasels Bozen                                    | Trentino-Alto Adige                                  | Bolzano                                              | 106.179                                              | Pista da ghiaccio Sill                               | 2.500                                                |
| HC Pustertal Junior                                  | Trentino-Alto Adige                                  | Brunico (BZ)                                         | 16.050                                               | Leitner Solar Arena                                  | 2.050                                                |
| HC Val Venosta                                       | Trentino-Alto Adige                                  | Laces (BZ)                                           | 5.180                                                | Palaghiaccio Laces/Latsch                            | 400                                                  |

## Coppa Italia
Alla Coppa Italia 2014-15 accedono 4 squadre, il Milano padrone di casa e le altre tre formazioni vincitrici dei quarti di finale. Le 4 squadre si incontrano per la final four al PalaAgorà di Milano il 24 e il 25 gennaio 2015.
|  | Semifinali      | Semifinali      | Semifinali      |                 |              | Finale       | Finale | Finale |  |
|  |                 |                 |                 |                 |              |              |        |        |  |
|  | Ritten-Renon    | Ritten-Renon    | 3†              |                 |              |              |        |        |  |
|  | Ritten-Renon    | Ritten-Renon    | 3†              |                 |              |              |        |        |  |
|  | Val Pusteria    | Val Pusteria    | 2               |                 |              |              |        |        |  |
|  | Val Pusteria    | Val Pusteria    | 2               |                 | Ritten-Renon | Ritten-Renon | 4      |        |  |
|  |                 |                 |                 |                 | Ritten-Renon | Ritten-Renon | 4      |        |  |
|  |                 |                 | Milano Bears RB | Milano Bears RB | 2            |              |        |        |  |
|  | Valpellice      | Valpellice      | Milano Bears RB | Milano Bears RB | 2            | 2            |        |        |  |
|  | Valpellice      | Valpellice      |                 |                 |              |              |        |        |  |
|  | Milano Bears RB | Milano Bears RB | 6               |                 |              |              |        |        |  |

†: partita terminata ai tempi supplementari
‡: partita terminata ai tiri di rigore
 Il Ritten Sport vince la sua terza Coppa Italia.

## Supercoppa italiana
Per la Supercoppa italiana si affrontarono, in gara unica, il Ritten Sport, squadra vincitrice sia dell'ultimo campionato che della coppa Italia, e l'HC Val Pusteria, finalista in ambo le competizioni.
Gara Unica
| Collalbo 18 settembre 2014, ore 20:00 | Ritten Sport | 3 – 4 (0-1; 3-2; 0-1) referto                                                                                  | Val Pusteria | Arena Ritten (814 spett.) |
| \| \| \| \| \| Rissmiller (Tudin, S. Kostner) 25:45 Johansson (Rissmiller, Tudin) 25:45 Spinell (Felicetti, Ambrosi) 36:14 \| Marcatori \| 02:47 Hofer (Tauber, Helfer) 25:18 Oberrauch (Devos, Scandella) 29:38 Scandella 59:45 Devos (Oberrauch, Hofer) \| |              | |              |                           |
| |              | |              |                           |
| Rissmiller (Tudin, S. Kostner) 25:45 Johansson (Rissmiller, Tudin) 25:45 Spinell (Felicetti, Ambrosi) 36:14 | Marcatori    | 02:47 Hofer (Tauber, Helfer) 25:18 Oberrauch (Devos, Scandella) 29:38 Scandella 59:45 Devos (Oberrauch, Hofer) |              |                           |

  L'HC Pustertal-Val Pusteria ha vinto la sua seconda Supercoppa italiana, battendo il Renon col risultato di 4-3.

## Serie C
La Serie C, organizzata non dalla federazione nazionale bensì dai comitati regionali di Piemonte, Valle d'Aosta e Lombardia, è tornata ad essere il terzo livello del campionato. Le squadre iscritte sono state le medesime della stagione precedente della serie C Interregionale.
| Ambrosiana        | Lombardia   | Milano                  |
| Aosta Gladiators  | Val D'Aosta | Aosta                   |
| Diavoli Rossoneri | Lombardia   | Sesto San Giovanni (MI) |
| Pinerolo          | Piemonte    | Pinerolo (TO)           |
| Real Torino       | Piemonte    | Torino                  |
| Torino Bulls      | Piemonte    | Torino                  |